# Veridiana Toledo
Veridiana Toledo (São Paulo, 10 de dezembro de 1974) é uma atriz brasileira. Formada pela Teatro Escola Célia Helena. Casada com o ator Marcelo Galdino com quem tem um filho chamado Ian, nascido em 2012.

## Trabalhos

### Televisão
- 2002 - Ilha Rá-Tim-Bum… Coisa
- 2004 - Esmeralda.... Betina
- 2006 - Cristal.... Rosa
- 2007 - Câmera Café.... Marlene
- 2008 - Revelação.... Maria José ("Mazé")
- 2009 - Vende-se Um Véu de Noiva.... Patricia Pereira
- 2019 - Terrores Urbanos.... Terezinha

### Cinema
- 2003 - O Martelo de Vulcano.... ´´Figurante´´
- 2014 - Lascados (Filme).... Delegada

### Teatro
- 2011 - Meu Trabalho É Um Parto
- 2011 - As Feiosas